# Коалгебра
Коалгебра — математическая структура, которая двойственна (в смысле обращения стрелок) к ассоциативной алгебре с единицей. Аксиомы унитарной ассоциативной алгебры могут быть сформулированы в терминах коммутативных диаграмм. Аксиомы коалгебры получаются путём обращения стрелок. Каждая коалгебра c дуальностью (векторного пространства) порождает алгебру, но не наоборот. В конечномерном случае дуальность есть в обоих направлениях. Коалгебры встречаются в разных случаях (например, в универсальных обёртывающих алгебрах и групповых схемах). Существует также F-коалгебра, имеющая важные приложения в информатике.

## Определение
Коалгебра над полем K — это векторное пространство C над K вместе с K-линейными отображениями {\displaystyle \Delta :C\to C\otimes _{K}C} и {\displaystyle \epsilon :C\to K}, такими что
1. {\displaystyle (\mathrm {id} _{C}\otimes \Delta )\circ \Delta =(\Delta \otimes \mathrm {id} _{C})\circ \Delta }
2. {\displaystyle (\mathrm {id} _{C}\otimes \epsilon )\circ \Delta =\mathrm {id} _{C}=(\epsilon \otimes \mathrm {id} _{C})\circ \Delta }.

(Здесь {\displaystyle \otimes } и {\displaystyle \otimes _{K}} означает тензорное произведение над K.)
Эквивалентно, следующие две диаграммы коммутируют:
На первой диаграмме мы отождествляем {\displaystyle C\otimes (C\otimes C)} с {\displaystyle (C\otimes C)\otimes C} как два естественно изоморфных пространства. Аналогично, на второй диаграмме отождествлены естественно изоморфные пространства {\displaystyle C} , {\displaystyle C\otimes K} и {\displaystyle K\otimes C}.
Первая диаграмма двойственна диаграмме, выражающей ассоциативность операции умножения алгебры (и называется коассоциативностью коумножения); вторая диаграмма двойственна диаграмме, выражающей существование мультипликативного нейтрального элемента. Соответственно, отображение Δ называется коумножением (или копроизведением) в C, а ε является коединицей C.

## Пример
Рассмотрим множество S и образуем векторное пространство над K с базисом S. Элементами этого векторного пространства являются такие функции из S в K которые отображают все элементы S, кроме конечного числа, в ноль; мы отождествим элемент s из S с функцией которая отображает s в 1 и все остальные элементы S в 0. Мы будем обозначать это пространство как C. Мы определим
{\displaystyle \Delta (s)=s\otimes s\quad {\mbox{ and }}\quad \epsilon (s)=1\quad \forall s\in S.}
Δ и ε могут быть единственным образом продолжены на всё C по линейности. Векторное пространство C становится коалгеброй с коумножением Δ и коединицей ε (проверка этого является хорошим способом, чтобы привыкнуть к использованию аксиом коалгебры).

## Конечномерный случай
В конечномерном случае, двойственность между алгеброй и коалгеброй ближе: объект, двойственный к конечномерной (унитарной ассоциативной) алгебре есть коалгебра, а двойственный к конечномерной коалгебре есть (унитарная ассоциативная) алгебра. Вообще же говоря, объект, двойственный к алгебре, может не быть коалгеброй.
Это следует из того, что, для конечномерных пространств, (A ⊗ A)* и A* ⊗ A* изоморфны.
Ещё раз: алгебра и коалгебра — двойственные понятия (аксиомы, определяющие одну, получаются из аксиом другой обращением стрелок), тогда как для конечномерных пространств они являются ещё и двойственными объектами.